# Якобешть (Сучава)
Якобешть, Якобешті (рум. Iacobești) — село у повіті Сучава в Румунії. Входить до складу комуни Гренічешть.

## Розташування
Село знаходиться на відстані 370 км на північ від Бухареста, 17 км на північний захід від Сучави, 131 км на північний захід від Ясс.

## Історія
Давнє українське село Яківці на південній Буковині. За переписом 1900 року в селі був 71 будинок, проживали 338 мешканців (131 українець, 51 румун, 9 німців та 147 осіб інших національностей). А на території фільварку було 8 будинків і проживали 69 мешканців (20 українців, 17 румунів, 23 німці та 9 осіб інших національностей).

## Населення
За даними перепису населення 2002 року у селі проживали 545 осіб, усі — румуни. Усі жителі села рідною мовою назвали румунську.